# Jules Wittmann
Jean-Marie-Jules (Jules) Wittmann (Mechelen, 6 januari 1839 - aldaar, 19 januari 1913) was een Belgisch politicus voor de Katholieke Partij.

## Levensloop
Vanaf 1885 was Wittmann in Mechelen gemeenteraadslid, vanaf 1886 schepen. Van 1894 tot 1900 was hij katholiek provinciaal senator voor de provincie Antwerpen. Op 2 augustus 1908 volgde hij Hendrik de Mérode-Westerloo op als senator voor het kiesarrondissement Mechelen-Turnhout en bleef dit tot zijn overlijden. Hij werd als senator opgevolgd door François Empain.